# Im Augenblick
Im Augenblick ist ein Kollaboalbum der Rapper Albino und Callya.

## Entstehung
Die beiden Rapper Albino und Callya hatten sich beide über die gemeinsame Plattenfirma „Art 4 Real“ kennengelernt. Albino hatte dort 2006 sein Soloalbum Überlebenstraining sowie zwei Jahre später zusammen mit Madcap unter dem Namen Plan 88 die CD 88 Is Great herausgebracht. Auf beiden Veröffentlichungen war Callya mit je einem Gastbeitrag vertreten. Umgekehrt war Albino 2008 auf einem Stück auf Callyas letztem Album Vergessenes Feuer Gastrapper. Darüber hinaus ernähren sich beide vegan. Da beide zudem stilistisch dem Conscious Rap zuzuordnen sind, lag es aufgrund dieser vielen Gemeinsamkeiten nahe, ein gemeinsames Album aufzunehmen.

## Gestaltung
Auf dem Cover sind die linke Kopfhälfte von Albino und die rechte von Callya zu sehen, wobei die Köpfe beider sich in einer leicht schrägen Position befinden. Albino trägt zusätzlich einen Schal. Im Hintergrund ist eine holzverkleidete Wand zu erkennen. Unter den beiden Kopfhälften steht auf einem breiten, horizontalen Holzbalken in weiß der Schriftzug „ALBINO“ und leicht nach unten versetzt „CALLYA“, wobei das O und das C sich überlappen.
Darunter befindet sich – ebenfalls in weiß – der Albumtitel „IM AUGENBLICK“.
Im Booklet sind im Hintergrund ebenfalls Holzbalken zu sehen und in Form von „Schmierzetteln“ Erläuterungen zur Entstehungsgeschichte der Stücke sowie kurze Textproben aus diesen. In der Mitte des Booklets ist auf einer Doppelseite ein weiteres Foto der beiden Künstler, die durch einen Holzbalken getrennt sind, darunter auf einem Holzbalken Fotos und Namen von drei Gastrappern.

## Aufnahmen
Die Aufnahmen fanden zwischen Mai und Dezember 2009 im Epplehaus in Tübingen sowie in Albinos „veganem Revolutionskämmerchen“ in Kiel statt. Callya übernahm zusätzlich die Abmischung sowie zusammen mit Esperado das Mastering. Für die Cuts im Intro, die im Souldier Lab Hamburg entstanden, zeigte sich B-Base verantwortlich.
Musikalische Gäste auf dem Album sind Absztrakkt, Oli Second, Matt Sense und Meyah Don.

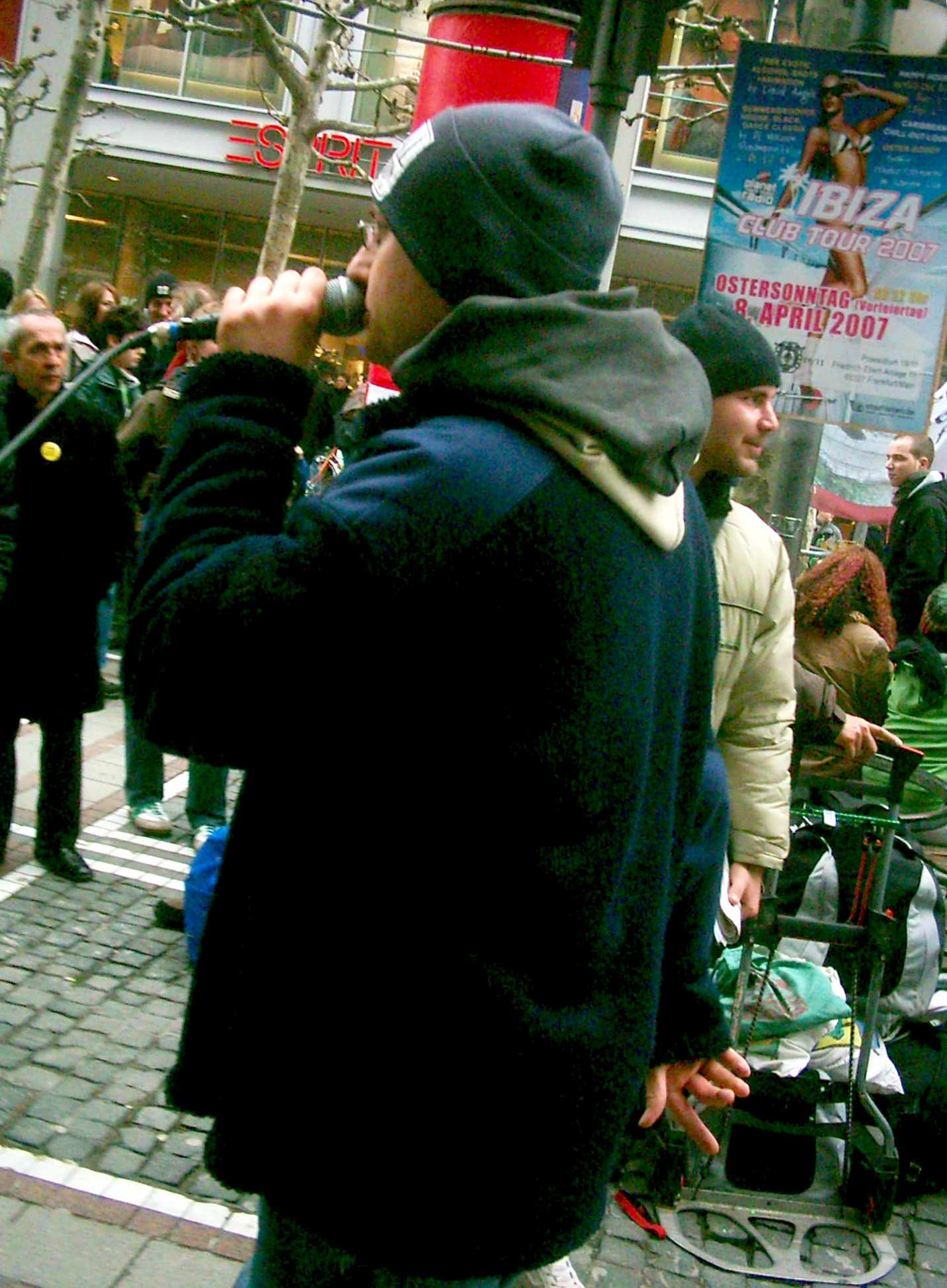
Albino

## Texte
Die Stücke sind wie alle anderen Veröffentlichungen der beiden Rapper dem Conscious Rap zuzuordnen. In Jetzt ist genug geht es um Tierrechte, wobei die beiden Rapper energisch und wütend ihren Unmut über den Umgang der Menschheit mit Tieren preisgeben. Oft werden in den Texten Metaphern verwendet, so beispielsweise in Der Wind weht, in dem Selbstreflexion thematisiert wird oder in Wintertraum, das die soziale Kälte in Deutschland behandelt. Es ist nicht fair mit Meyah Don als Gastrapper kritisiert die Ausbeutung der Erde durch den Menschen; erstere wird im Text personifiziert.

## Promotion
Im Juni 2010 wurde zu „Der Wind weht“ in Freiburg im Breisgau ein Video gedreht. Es zeigt die beiden Rapper auf einem Feld, wie sie das Stück vortragen. Im Juni 2011 wurde das Video schließlich veröffentlicht.

## Rezeption
Im Augenblick erhielt überwiegend positive Kritiken. Die Zeitung Aponaut kommt zu Fazit: „Die zwei Rapper ergänzen sich ausgezeichnet. Musikalisch bringt diese CD typischen Conscious Rap, wie man ihn gewohnt ist, größtenteils recht ruhig und entspannt anzuhören, stellenweise auch mal etwas wütender.“ Zudem attestiert sie Albino, in Sachen Raptechnik Fortschritte gemacht zu haben. So werde „technisch wirklich guter Rap geboten […], erzwungene Reime wie sie auf manch älterem Albinotrack zu hören sind, waren ja schon bei seinem letzten Album „Überlebenstraining“ selten, bei diesem hier kann man über den Rap eigentlich gar nicht mehr meckern.“
Auf generation-one.de wird das Album ebenfalls überwiegend gut bewertet: „Im Augenblick ist […] wesentlich mehr als eine reine Bestandsaufnahme zweier Leben. Albino & Callya reflektieren ein nicht immer zufrieden stellendes Gesellschaftsbild und thematisieren so manche Probleme, die vielleicht viel zu schnell in Vergessenheit geraten. Für die vorwiegend warmen, aber auch zumeist dezent zurückhaltenden Beats zeigt sich Callya persönlich verantwortlich und raptechnisch bewegt man sich auf einem angemessenen Niveau.“ Kritisiert werden lediglich die „erzwungenen Refrains“ sowie mangelnde Kreativität beim Albumcover. Das Resümee fällt wie folgt aus: „Die deutsche Rap-Szene braucht dringend wieder mehr Inhalt und Ernsthaftigkeit. Albino & Callya schaffen dies mit ihrem gemeinsamen Album und bringen den Hörer in vielen Momenten zum Nachdenken.“